# Sigriswil
Sigriswil – gmina (niem. Einwohnergemeinde) w Szwajcarii, w kantonie Berno, w regionie administracyjnym Oberland, w okręgu Thun. Leży nad jeziorem Thunersee.

## Demografia
W Sigriswil mieszka 4 847 osób. W 2020 roku 10% populacji gminy stanowiły osoby urodzone poza Szwajcarią.

## Współpraca
Miejscowości partnerskie:
- Lutry, Vaud
- Villa General Belgrano, Argentyna

## Transport
Przez teren gminy przebiega droga główna nr 221.